# Carelis
Carelis là một chi bướm đêm thuộc họ Noctuidae.

## Các loài
- Carelis albula Bowden, 1956
- Carelis ochrivirga (Prout, 1927)